# Mechanix (album)
Pour les articles homonymes, voir Mechanix.
Albums de UFO
The Wild, the Willing and the Innocent
(1981) Making Contact
(1983)
Singles
1. Let It Rain
Sortie : Janvier 1982
2. Back Into My Life
Sortie : Avril 1982
3. The Writer
Sortie : Mars 1982 (US Promo)

Mechanix est le 10e album studio du groupe de hard rock anglais, UFO. Il est sorti en février sur le label Chrysalis.

## Historique
Enregistré en Suisse et en Angleterre, il est produit par Gary Lyons (producteur du premier album de Foreigner). Il est le dernier album auquel participe Pete Way qui quittera le groupe après la tournée de promotion de l'album pour créer Fastway avec "Fast" Eddie Clarke, il reviendra en 1992. Neil Carter arrivé à la fin de l'enregistrement de l'album précédent participe cette fois-ci activement à la composition des nouveaux titres (six sur les 10).
Le groupe reprend sur cet album la chanson d'Eddie Cochran, Somethin' Else, il avait déjà repris C'mon Everybody au début de sa carrière sur son premier album.
Il entra directement à la 8e place des charts britanniques. Le single Let It Rain s'y classa à la 62e place.

## Liste des titres
| 1. | The Writer           | Phil Mogg, Paul Chapman, Neil Carter | 4:10 |
| 2. | Somethin' Else       | Eddie Cochran, Sharon Sheeley        | 3:20 |
| 3. | Back into My Life    | Mogg, Pete Way                       | 4:56 |
| 4. | You'll Get Love      | Mogg, Chapman, Carter                | 3:10 |
| 5. | Doing It All for You | Mogg, Chapman, Carter, Way           | 5:00 |

| 6.  | We Belong To the Night | Mogg, Carter, Way | 3:55 |
| 7.  | Let It Rain            | Mogg, Carter, Way | 4:01 |
| 8.  | Terri                  | Mogg, Chapman     | 3:50 |
| 9.  | Feel It                | Mogg, Way         | 4:05 |
| 10. | Dreaming               | Mogg, Carter      | 3:56 |

| 11. | Heel of a Stranger | Mogg, Chapman, Carter, Way | 4:05 |

| 12. | We Belong To the Night (Live at the Oxford Appollo, 25 mars 1983) | Mogg, Carter, Way          | 4:34 |
| 13. | Let It Rain (Live at the Oxford Appollo, 25 mars 1983)            | Mogg, Carter, Way          | 3:07 |
| 14. | Doing It All for You (Live at the Birmingham Odeon, 26 mars 1983) | Mogg, Chapman, Carter, Way | 5:21 |

## Musiciens
- Phil Mogg: chant
- Andy Parker: batterie, percussions
- Pete Way: basse
- Paul Chapman: guitares, guitare solo
- Neil Carter: claviers, guitare rythmique, saxophone, chœurs

## Charts

### Album
| Pays                          | Durée du classement | Meilleur classement | Date            |
| ----------------------------- | ------------------- | ------------------- | --------------- |
| États-Unis (Billboard 200)    | 14 semaines         | 82e                 | 10 avril 1982   |
| Royaume-Uni (UK Albums Chart) | 6 semaines          | 8e                  | 14 février 1982 |
| Suède (Sverigetopplistan)     | 1 semaine           | 38e                 | 9 mars 1982     |

### Single
| Single      | Chart                    | Durée du classement | Position | Date            |
| ----------- | ------------------------ | ------------------- | -------- | --------------- |
| Let It Rain | (UK Singles Chart)       | 3 semaines          | 62e      | 24 janvier 1982 |
| The Writer  | (Mainstream Rock Tracks) | —                   | 23e      | mars 1982       |